# Gigantactinidae
Gigantactinidae é uma família de peixes actinopterígeos pertencentes à ordem Lophiiformes cujos.membros habitam as zonas mais profundas e geladas dos oceanos do mundo, sendo distintos por um curioso prolongamento chamado Illicium, que é na verdade o primeiro raio da barbatana dorsal completamente modificado, além de olhos minúsculos e bocas enormes que podem engolir presas de tamanho considerável.

## Descrição
Os peixes desta família, chamados de peixe-pescador-de nariz-comprido ou tamboril-nariz-de-chicote, possuem um prolongamento como uma vara de pescar chamado Illicium, que serve para atrair presas para perto de suas bocas. Apenas as fêmeas possuem tais prolongamentos que podem ser entre duas e quatro vezes o comprimento total do peixe e as fêmeas, assim como outros peixes da ordem Lophiiformes de aguas profundas são muitas vezes maiores que os machos, que costumam ser apenas uma fração do tamanho destas.

## Biologia
Assim como outros peixes de grandes profundidades, muito pouco se sabe sobre o comportamento destes animais e apenas alguns espécimes foram capturados e estudados. Mas acredita-se que estes animais permaneçam imóveis, flutuando ao sador da corrente sobre o leito marinho em busca de presas desavisadas.

## Distribuição
Os peixes desta família habitam todos os três grandes oceanos do globo e indivíduos já foram encontrados nas gélidas águas ao Sul da Groelândia e em águas bem mais profundas que a maioria dos peixes da ordem Lophiiformes, podendo exceder os mil metros.